# نيكولاس غريمشاو
نيكولاس غريمشاو (بالإنجليزية: Nicholas Grimshaw)‏ هو مهندس معماري بريطاني، ولد في 9 أكتوبر 1939 في هوف في المملكة المتحدة.

## وصلات خارجية
- الموقع الرسمي
- نيكولاس غريمشاو على موقع مونزينجر (الألمانية)